# Андреефф, Старр
Старр Андреефф (англ. Starr Andreeff; род. в марте 1964, Гамильтон, Онтарио, Канада) — канадская актриса, продюсер и участница конкурсов красоты. Наиболее известна по ролям в фильмах ужасов «Приход ночи» (1988), «Внутренний страх» (1989) и «Танец проклятых» (1989).

## Биография
Родилась в марте 1964 года в Гамильтоне, провинция Онтарио, Канада. У неё была также старшая сестра Карла (род. в 1962) и брат Дэйн. Её мать, Хелен Тот (1937—2023), была первой женщиной-полицейской в Гамильтоне.
В подростковом возрасте начала брать участие в конкурсах красоты. В 16 лет была полуфиналисткой конкурса Miss Teen Canada 1980. В 19 лет участвовала в конкурсе красоты Мисс Интернешнл 1983, который проходил в Японии.
В 1983—1998 годах снималась в кино и на телевидении как актриса, за этот период сыграла в 30-ти различных проектах.

## Фильмография
| Год       |   | Русское название         | Оригинальное название | Роль                |
| --------- | - | ------------------------ | --------------------- | ------------------- |
| 1986      | с | Фэлкон Крест             | Falcon Crest          | Сабрина Кросс       |
| 1987      | с | Золотые девочки          | The Golden Girls      | Присцилла           |
| 1987      | ф | Гоблины 2                | Ghoulies II           | Элис                |
| 1988      | ф | Приход ночи              | Nightfall             | Бет                 |
| 1988      | ф | Из тьмы                  | Out of the Dark       | Камилла             |
| 1989      | ф | Внутренний страх         | The Terror Within     | Сью                 |
| 1989      | ф | Танец проклятых          | Dance Of The Damned   | Джоди Хёртц         |
| 1989      | ф | Сила страсти             | Intimate Power        | наложница           |
| 1990      | ф | Улицы                    | Streets               | полицейская на коне |
| 1991      | ф | Сумасшедшая история      | Driving Me Crazy      | девушка             |
| 1992      | с | Тропическая жара         | Tropical Heat         | Кори Энн Кроуфорд   |
| 1992—1993 | с | Главный госпиталь        | General Hospital      | Джессика Холмс      |
| 1994      | ф | Сканнер-полицейский      | Scanner Cop           | Гленда              |
| 1996      | ф | Кукольный дом Амитивилля | Amityville Dollhouse  | Клэр Мартин         |
| 1997      | ф | Мужчины в поисках женщин | Men Seeking Women     | Мисти               |
| 1998      | ф | Клуб вампиров            | Club Vampire          | Корри               |